# Eugene Pallette

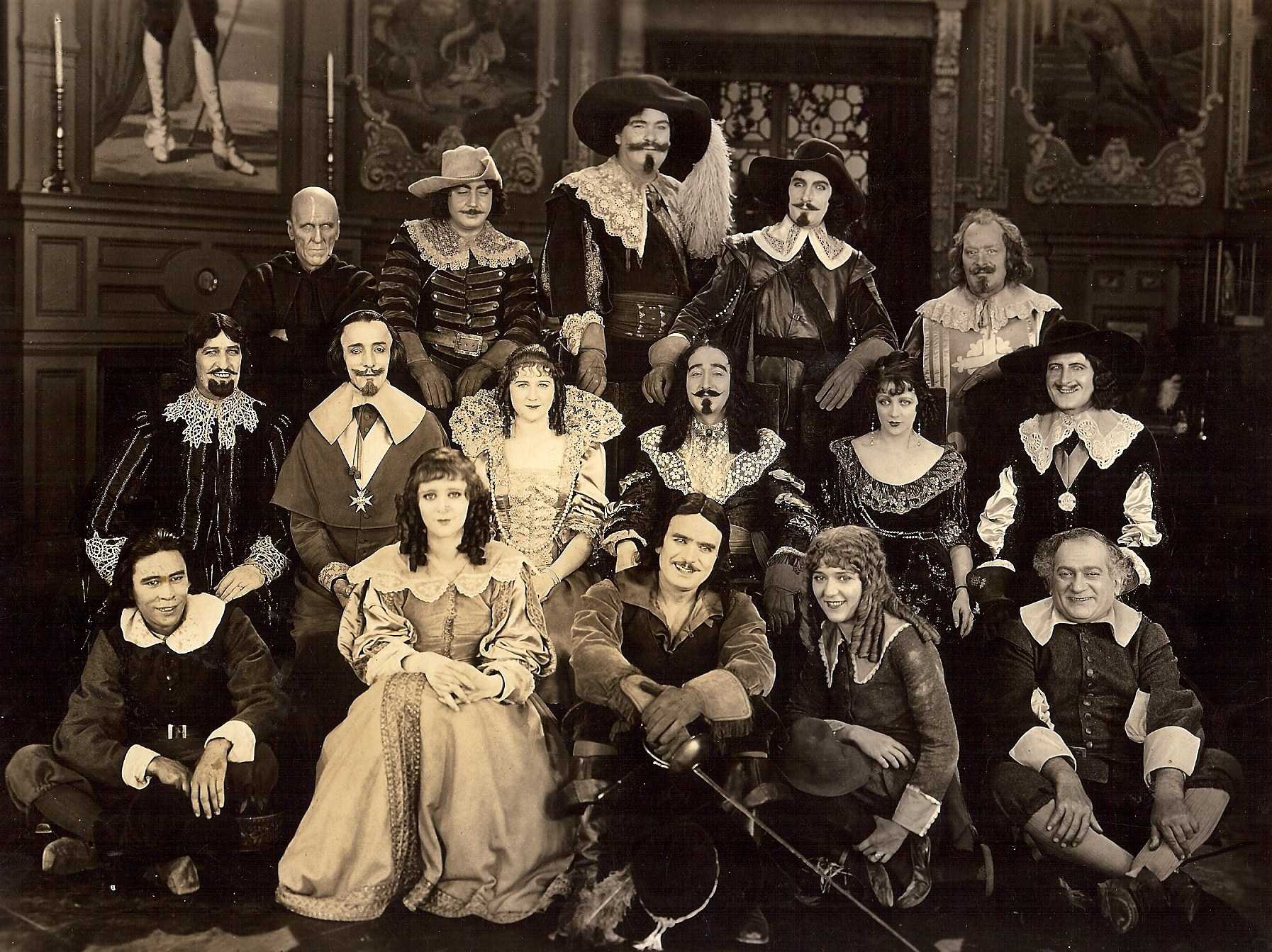
Reparto de The Three Musketeers (1921), de izq. a der.: - Abajo: Charles Stevens, Marguerite De La Motte, Douglas Fairbanks, Mary Pickford y Sidney Franklin. - Centro: Boyd Irwin, Nigel De Brulier, Mary MacLaren, Adolphe Menjou, Barbara La Marr y Thomas Holding. - Arriba: Lon Poff, Eugene Pallette, George Siegmann, Léon Bary y Willis Robards

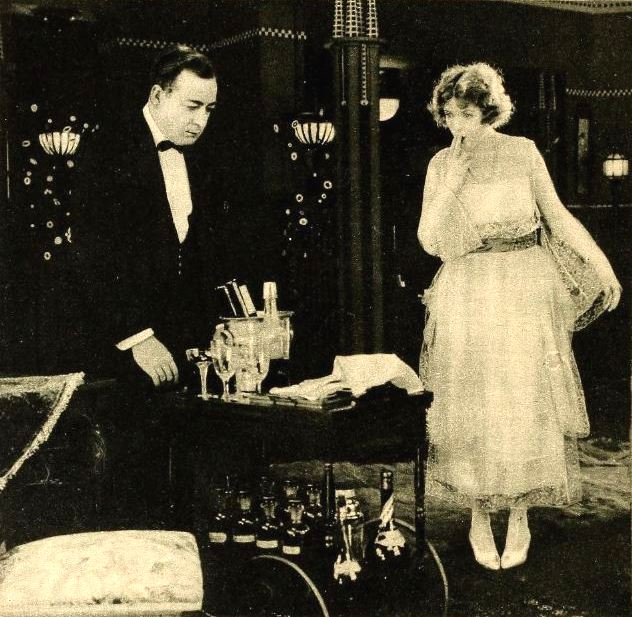
En Fair and Warmer (1920)

Eugene William Pallette (Winfield, Kansas; 8 de julio de 1889-Los Ángeles, California; 3 de septiembre de 1954) fue un actor teatral y cinematográfico estadounidense. Entre 1913 y 1946 actuó en más de 240 producciones cinematográficas, abarcando tanto la época del cine mudo como la del sonoro.
Tras una primera trayectoria como estilizado galán, Pallette actuó durante décadas siendo muy obeso, con un gran abdomen y voz grave, siendo probablemente más recordado por papeles cómicos de carácter como los de Alexander Bullock, el padre de Carole Lombard en My Man Godfrey (1936), el del Fraile Tuck en The Adventures of Robin Hood (1938, con Errol Flynn), o el de Fray Felipe en El signo del Zorro (1940, con Tyrone Power).

## Biografía

### Primeros años
Su nombre completo era Eugene William Pallette, y nació en Winfield, Kansas, siendo sus padres William Baird Pallette (1858-?) y Elnora Ella Jackson (1860-1906), ambos actores teatrales. Tenía una hermana, Beulah L. Pallette (1880-1968).
Pallette estudió en la Academia Militar de Culver, Indiana. Empezó su carrera interpretativa trabajando durante seis años como actor teatral de compañías de repertorio.

### Cine mudo
Pallette empezó su carrera en el cine mudo como extra hacia el año 1911. Su primera actuación con créditos fue en un corto del género wéstern, The Fugitive (1913), protagonizado por Edward Coxen y dirigido por Wallace Reid para American Film Manufacturing Company.
Avanzando rápidamente en la entidad de sus actuaciones, Pallette trabajó en muchos westerns. Actuó con D. W. Griffith en filmes como El nacimiento de una nación (1915) e Intolerancia (1916). Tras prestar servicio en la aviación durante la Primera Guerra Mundial, Pallette volvió al cine en 1919. En esa época tenía una figura delgada y atlética, muy alejada de la que presentaría en los años posteriores de su carrera. Así, en esa primera época fue el espadachín Aramis en el film protagonizado por Douglas Fairbanks en 1921 The Three Musketeers, uno de los mayores éxitos de la época muda.
Tras ganar una cantidad enorme de peso, Pallette pasó a ser uno de los actores de carácter más conocidos de la pantalla. En 1927 fue contratado para trabajar con regularidad para Hal Roach Studios, y su sostén cómico en varias de las cintas de Stan Laurel y Oliver Hardy.

### Cine sonoro
La llegada del cine sonoro dio a Pallette la oportunidad de dar a su carrera un nuevo impulso. Su inimitable y áspera voz —descrita como «media octava por debajo del resto del reparto»— le hizo uno de los actores de carácter más solicitados por Hollywood en los años 1930 y 1940.
Entre los papeles típicos de Pallette estaban un cómico y exasperado padre de familia —My Man Godfrey, Las tres noches de Eva—, un cínico colaborador —Mr. Smith Goes to Washington—, o un brusco detective —The Kennel Murder Case—. El personaje más conocido de Pallette fue el Fraile Tuck en The Adventures of Robin Hood, haciendo una actuación similar en El signo del zorro.
Pallette fue escogido para interpretar al padre de Jeanne Crain en Army Wives —estrenada en 1944 como In the Meantime, Darling—. El director Otto Preminger chocó con Pallette, y afirmaba que él era «un admirador de Hitler y que estaba convencido de que Alemania ganaría la guerra». Pallette también se negó a sentarse en la misma mesa que el actor negro Clarence Muse, en una escena que tenía lugar en una cocina. «Estás loco, no voy a sentarme al lado de un negro», Pallette siseó a Preminger. Enojado, Preminger informó al director de Fox, Darryl F. Zanuck, que despidió a Pallette. Aunque Pallette aparecía en escenas ya rodadas, el resto de su papel que no se había grabado fue eliminado del guion.

### Últimos años
Cercano a los sesenta años, la salud de Pallette le obligó a actuar cada vez menos. Su última película, Suspense, se estrenó en 1946. Personaje excéntrico fuera de los platós, tras dicha película se retiró un par de años, viviendo en completo aislamiento en su rancho de La Grande, Oregón, construido como refugio nuclear en previsión de un posible ataque atómico. En 1948 volvió a Los Ángeles, reiniciando el contacto con la comunidad de Hollywood, pero ya no volvió a actuar en el cine.
Eugene Pallette falleció en 1954, a los 65 años de edad, en Los Ángeles, California, a causa de un cáncer de garganta. Estaba acompañado por su esposa, Marjorie, y por su hermana, Beulah Phelps. Se celebró un funeral privado en el Armstrong Family Mortuary. Sus restos fueron incinerados y enterrados en el Cementerio Green Lawn, en Grenola, Kansas. 
Por su trabajo cinematográfico, a Pallette se le concedió una estrella en el Paseo de la fama de Hollywood, en el 6702 de Hollywood Boulevard.

## Filmografía
- The Fugitive, de Wallace Reid (1913)
- When the Light Fades, de Wallace Reid (1913)
- The Transgression of Manuel, de Allan Dwan (1913)
- Brother Love, de Wallace Reid (1913)
- The Homestead Race, de Wallace Reid (1913)
- Suspended Sentence, de Wallace Reid (1913)
- When Jim Returned, de Wallace Reid (1913)
- The Tattooed Arm, de Wallace Reid (1913)
- The Brothers, de Wallace Reid (1913)
- Youth and Jealousy, de Wallace Reid (1913)
- The Kiss, de Wallace Reid (1913)
- To Err Is Human, de Edward Coxen (1913)
- Vengeance, de Lorimer Johnston (1913)
- The Tomboy's Race, de Lucius Henderson (1913)
- An Accidental Clue, de Albert W. Hale (1913)
- The Helping Hand (1913)
- A Man's Awekening (1913)
- Educating His Daughters (1914)
- The Thief and the Book (1914)
- The Portrait of Anita (1914)
- The Reform Candidate (1914)
- The Stronger Hand (1914)
- Atonement (1914)
- Texas's Bill Last Ride, de John G. Adolfi (1914)
- A Diamond in the Rough, de John G. Adolfi (1914)
- The Wheels of Destiny, de John G. Adolfi (1914)
- The Stolen Radium, de John G. Adolfi (1914)
- A Pair of Cuffs, de John G. Adolfi (1914)
- The Horse Wrangler, de John G. Adolfi (1914)
- The Peach Brand (1914)
- The Burden, de John G. Adolfi (1914)
- The Only Clue (1914)
- The Sheriff's Prisoner, de Arthur Mackley (1914)
- The Gunman, de Christy Cabanne (1914)
- On the Border (1914)
- The Bank Burglar's Fate, de Charles D. Brown (1914)
- The Stolen Ore, de Arthur Mackley (1914)
- Through the Dark (1914)
- Turned Back, de John G. Adolfi (1914)
- Broken Nose Bailey (1914)
- The Runaway Freight, de John G. Adolfi (1914)
- The Tardy Cannon Ball, de John G. Adolfi (1914)
- Detective Burton’Triumph (1914)
- A Woman Scorned (1914)
- The Kaffir's Skull, de John G. Adolfi (1914)
- Who Shot Bud Walton?, de Raoul Walsh (1914)
- The Beat of the Year (1914)
- The Lost Receipt (1915)
- The Terror of the Mountains (1915)
- After Twenty Years (1915)
- El nacimiento de una nación, de D. W. Griffith (1915)
- The Death Dice, de Raoul Walsh (1915)
- How Hazel Got Heaven, de Donald Crisp y George Siegmann (1915)
- A Day That Is Gone (1915)
- The Emerald Brooch, de Lloyd Ingraham (1915)
- The Highbinders, de Tod Browning (1915)
- The Story of a Story, de Tod Browning (1915)
- The Victim, de George Siegmann (1915)
- The Spell of the Poppy, de Tod Browning (1915)
- The Adventure Hunter, de E.A. Martin (1915)
- The Isle of Content, de George Nichols (1915)
- The Scarlet Lady, de George Nichols (1915)
- When Love Is Mocked, de George Nichols (1915)
- The Ever Living Isles, de Francis Powers (1915)
- The Penalty, de Ray Myers (1915)
- Sunshine Dad, de Edward Dillon (1916)
- The Children in the House, de Chester M. Franklin y Sidney Franklin (1916)
- Going Straight, de Chester M. Franklin y Sidney Franklin (1916)
- Intolerancia, de David Wark Griffith (1916)
- Hell-to-Pay Austin, de Paul Powell (1916)
- Gretchen the Greenhorn, de Chester M. Franklin y Sidney Franklin (1916)
- His Guardian Angel (1916)
- Each to His Kind, de Edward LeSaint (1917)
- The Winning of Sally Temple, de George Melford (1917)
- The Bond Between, de Donald Crisp (1917)
- The Lonesome Chap, de Edward LeSaint (1917)
- The Marcellini Millions, de Donald Crisp (1917)
- The Purple Scar, de Al Ernest Garcia (1917)
- The World Apart, de William Desmond Taylor (1917)
- Heir of the Ages, de Edward LeSaint (1917)
- Ghost House, de William C. DeMille (1917)
- Madam Who, de Reginald Barker (1918)
- A Man's Man, de Oscar Apfel (1918)
- His Robe of Honor, de Rex Ingram (1918)
- Tarzan of the Apes, de Scott Sidney (1918)
- The Turn of a Card, de Oscar Apfel (1918)
- Breakers Ahead, de Charles Brabin (1918)
- Viviette, de Walter Edwards (1918)
- No Man's Land, de Will S. Davis (1918)
- Words and Music by, de Scott R. Dunlap (1919)
- The Amateur Adventuress, de Henry Otto (1919)
- Be a Little Sport, de Scott R. Dunlap (1919)
- Fair and Warmer, de Henry Otto (1919)
- Alias Jimmy Valentine, de Edmund Mortimer y Arthur Ripley (1920)
- Terror Island, de James Cruze (1920)
- Parlor, Bedroom and Bath, de Edward Dillon (1920)
- Twin Beds, de Lloyd Ingraham (1920) (non accreditato)
- Fine Feathers, de Fred Sittenham (1921)
- The Three Musketeers, de Fred Niblo (1921)
- Two Kinds of Women, de Colin Campbell (1922)
- Without Compromise, de Emmett J. Flynn (1922)
- To the Last Man, de Victor Fleming (1923)
- Hell's Hole, de Emmett J. Flynn (1923)
- Nord of Hudson Bay, de John Ford (1923)
- Los diez mandamientos, de Cecil B. DeMille (1923)
- The Wolf Man, de Edmund Mortimer (1924)
- The Galloping Fish, de Del Andrews (1924)
- Wandering Husbands, de William Beaudine (1924)
- The Cyclone Rider, de Tom Buckingham (1924)
- Stupid, But Brave, de Roscoe Arbuckle (1924)
- The Light of Western Stars, de William K. Howard (1925)
- Ranger of the Big Pines, de W. S. Van Dyke (1925)
- Wild Horse Mesa, de George B. Seitz (1925)
- Without Mercy, de George Melford (1925)
- The Fighting Edge, de Henry Lehrman (1926)
- Rocking Moon, de George Melford (1926)
- Whispering Smith, de George Melford (1926)
- The Volga Boatman, de Cecil B. DeMille (1926)
- Whispering Canyon, de Tom Forman (1926)
- Mantrap, de Victor Fleming (1926)
- You Never Know Women, de William A. Wellman (1926)
- Desert Valley, de Scott R. Dunlap (1926)
- Many Scrappy Returns, de James Parrott (1927)
- Should Men Walk Home?, de Leo McCarey (1927)
- Moulders of Men, de Ralph Ince (1927)
- Jewish Prudence, de Leo McCarey (1927)
- Fluttering Hearts, de James Parrott (1927)
- Sugar Daddies, de Fred Guiol y Leo McCarey (1927)
- What Every Iceman Knows, de Hal Yates y Leo McCarey (1927)
- The Lighter That Failed, de James Parrott (1927)
- The Second 100 Years, de Fred Guiol (1927)
- Assistant Wives, de James Parrott (1927)
- Chicago, de Frank Urson (1927)
- The Battle of the Century, de Clyde Bruckman (1927)
- Aching Youths, de Fred Guiol (1928)
- Barnum & Ringling Inc., de Fred Guiol (1928)
- Lights of New York, de Bryan Foy (1928)
- The Good-Bye Kiss, de Mack Sennett (1928)
- Out of the Ruins, de John Francis Dillon (1928)
- The Red Mark, de James Cruze (1928)
- His Private Life, de Frank Tuttle (1928)
- The Canary Murder Case, de Malcolm St. Clair y Frank Tuttle (1929)
- The Dummy, de Robert Milton (1929)
- The Studio Murder Mystery, de Frank Tuttle (1929)
- The Greene Murder Case, de Frank Tuttle (1929)
- El virginiano, de Victor Fleming (1929)
- El desfile del amor, de Ernst Lubitsch (1929)
- Pointed Heels, de A. Edward Sutherland (1929)
- The Kibitzer, de Edward Sloman (1930)
- Slightly Scarlet, de Louis J. Gasnier y Edwin H. Knopf (1930)
- Men Are Like That, de Frank Tuttle (1930)
- The Benson Murder Case, de Frank Tuttle (1930)
- Paramount on Parade, de Dorothy Arzner y Otto Brower (1930)
- The Border Legion, de Otto Brower y Edwin H. Knopf (1930)
- Let's Go Native, de Leo McCarey (1930)
- The Sea God, de George Abbott (1930)
- The Santa Fe Trail, de Otto Brower y Edwin H. Knopf (1930)
- Follow Thru, de Lloyd Corrigan y Laurence Schwab (1930)
- Playboy of Paris, de Ludwig Berger (1930)
- Sea Legs, de Victor Heerman y Richard Wallace (1930)
- Fighting Caravans, de Otto Brower y David Burton (1931)
- It Pays to Advertise, de Frank Tuttle (1931)
- The Slippery Pearls, de William C. McGann (1931)
- Gun Smoke, de Edward Sloman (1931)
- Dude Ranch, de Frank Tuttle (1931)
- Huckleberry Finn, de Norman Taurog (1931)
- Girls About Town, de George Cukor (1931)
- Shanghai Express, de Josef Von Sternberg (1932)
- Dancers in the Dark, de David Burton (1932)
- Strangers of the Evening, de H. Bruce Humberstone (1932)
- Thunder Below, de Richard Wallace (1932)
- Tom Brown of Culver, de William Wyler (1932)
- The Night Mayor, de Benjamin Stoloff (1932)
- Off His Base, de James Gleason (1932)
- Wild Girl, de Raoul Walsh (1932)
- Always Kickin', de James Gleason (1932)
- A Hockey Hick, de James Gleason (1932)
- The Half Naked Truth, de Gregory La Cava (1932)
- Hell Below, de Jack Conway (1933)
- Made on Broadway, de Harry Beaumont (1933)
- Storm at Daybreak, de Richard Boleslawski (1933)
- Shanghai Madness, de John G. Blystone (1933)
- Sailors Beware!, de Del Lord (1933)
- The Kennel Murder Case, de Michael Curtiz (1933)
- From Headquarters, de William Dieterle (1933)
- Mr. Skitch, de James Cruze (1933)
- Cross Country Cruise, de Edward Buzzell (1934)
- I've Got Your Number, de Ray Enright (1934)
- All the King's Horses, de Frank Tuttle (1934)
- Strictly Dynamite, de Elliott Nugent (1934)
- Friends of Mr. Sweeney, de Edward Ludwig (1934)
- The Dragon Murder Case, de H. Bruce Humberstone (1934)
- One Exciting Adventure, de Ernst L. Frank (1934)
- Caravan, de Erik Charell (1934)
- Bordertown, de Archie Mayo (1935)
- Baby Face Harrington, de Raoul Walsh (1935)
- Black Sheep, de Allan Dwan (1935)
- Steamboat Round the Bend, de John Ford (1935)
- The Ghost Goes West, de René Clair (1936)
- The Golden Arrow, de Alfred E. Green (1936)
- My Man Godfrey, de Gregory La Cava (1936)
- Dishonour Bright, de Tom Walls (1936)
- The Luckiest Girl in the World, de Edward Buzzell (1936)
- Easy to Take, de Glenn Tryon (1936)
- Stowaway, de William A. Seiter (1936)
- Clarence, de George Archainbaud (1937)
- The Crime Nobody Saw, de Charles Barton (1937)
- She Had to Eat, de Malcolm St. Clair (1937)
- Topper, de Norman Z. McLeod (1937)
- One Hundred Men and a Girl, de Henry Koster (1937)
- The Adventures of Robin Hood, de Michael Curtiz (1938)
- There Goes My Heart, de Norman Z. McLeod (1938)
- Wife, Husband and Friend, de Gregory Ratoff (1939)
- Mr. Smith Goes to Washington, de Frank Capra (1939)
- First Love, de Henry Koster (1939)
- Young Tom Edison, de Norman Taurog (1940)
- It's a Date, de William A. Seiter (1940)
- Sandy Is a Lady, de Charles Lamont (1940)
- He Stayed for Breakfast, de Alexander Hall (1940)
- A Little Bit of Heaven, de Andrew Marton (1940)
- El signo del Zorro, de Rouben Mamoulian (1940)
- Ride, Kelly, Ride, de Norman Foster (1941)
- Las tres noches de Eva, de Preston Sturges (1941)
- The Bride Came C.O.D., de William Keighley (1941)
- World Premiere, de Ted Tetzlaff (1941)
- Unfinished Business, de Gregory La Cava (1941)
- Swamp Water, de Jean Renoir (1941)
- Appointment for Love, de William A. Seiter (1941)
- The Male Animal, de Elliott Nugent (1942)
- Almost Married, de Charles Lamont (1942)
- Are Husbands Necessary?, de Norman Taurog (1942)
- Lady in a Jam, de Gregory La Cava (1942)
- Tales of Manhattan, de Julien Duvivier (1942)
- The Big Street, de Irving Reis (1942)
- The Forest Rangers, de George Marshall (1942)
- Silver Queen, de Lloyd Bacon (1942)
- It Ain't Hay, de Erle C. Kenton (1943)
- Slightly Dangerous, de Wesley Ruggles (1943)
- Heaven Can Wait, de Ernst Lubitsch (1943)
- The Kansan, de George Archainbaud (1943)
- The Gang's All Here, de Busby Berkeley (1943)
- The Pin Up Girl, de H. Bruce Humberstone (1944)
- Sensations of 1945, de Andrew L. Stone (1944)
- Step Lively, de Tim Whelan (1944)
- In the Meantime, Darling, de Otto Preminger (1944)
- Heavenly Days, de Howard Estabrook (1944)
- Lake Placid Serenade, de Steve Sekely (1944)
- The Cheaters, de Joseph Kane (1945)
- In Old Sacramento, de Joseph Kane (1946)
- Suspense, de Frank Tuttle (1946)